# Per Anders Fogelström
Per Anders Fogelström (Estocolmo, 20 de agosto de 1917 - Estocolmo, 20 de junho de 1998) foi uma das principais figuras da literatura sueca moderna. Passou toda sua vida em Estocolmo. O seu mais famoso trabalho é uma série de cinco romances, passados na cidade de Estocolmo, e descrevendo as vidas de gerações sucessivas de uma família de trabalhadores estocolmenses, entre 1860 e 1968.

## Biografia
Fogelström viveu e morreu em Södermalm. A família fugiu da revolução na Rússia, onde o pai trabalhava numa empresa sueca, e o nascimento de Per Anders Fogelström se deu depois da volta para a Suécia. Logo em seguida o pai abandonou o lar, emigrou para a América e jamais voltou. A falta do pai e a vida estoica da mãe, abandonada e solitária, marcaram sem dúvida tanto a vida quanto a produção literária de Fogelström.
De 1961 a 1988, ele foi membro do Comitê de Elaboração dos Nomes da cidade Estocolmo, do qual se tornara presidente desde 1983, e também colaborador na escrituração dos nomes das ruas de Estocolmo, cuja terceira edição publicou-se em 2005.
De 1963 a 1977, Per Anders Fogelström foi presidente da Associação de Paz e Arbitragem Sueca. Era pacifista e participou ativamente no movimento contra o armamento atômico na Suécia. Foi também engajado no Comitê Sueco-Vietnamita em 1965.
Já no fim de sua vida, Fogelström tornou-se dependente de cadeira de rodas, em conseqüência de um derrame cerebral, mas continuou ativo e ardorosamente empenhado na elaboração de um romance sobre Östermalm, que jamais concluiu. Faleceu no Södersjukhuset (O Hospital do Sul) no dia 20 de junho de 1998. Foi sepultado "Katarina kyrkogård" (Cemitério de Katrina).

## Livros
Fogelström tornou-se conhecido como escritor em 1951, com o romance Sommaren med Monika (O Verão com Monika), que foi filmado por Ingmar Bergman.
De seus vários livros, "Mina drömmars stad "(A Cidade de Meus Sonhos) é o mais lido e mais apreciado. Ele se acha incluído numa série de cinco romances, nos quais acompanhamos Henning Nilsson, seus filhos e outros familiares, da década de 1860 a cem anos para frente. Essa série costuma ser chamada de a série Cidade. As outras obras incluídas na série são: Barn av sin stad (As Crianças de sua Cidade), Minns du den stad (Você se Lembra da Cidade?), I en förvandlad stad (Numa Cidade Transformada) e Stad i världen (A Cidade no Mundo). A série está na lista global das bibliotecas.
O mundo narrativo de Per Anders Fogelström é dominado pelo cotidiano e os esforços das pessoas comuns. Fogelström foi um dos principais descritores de Estocolmo. Sua coleção de memórias, ocupa cerca de 80 metros de prateleira, encontra-se atualmente no museu municipal de Estocolmo.

## Ligação externa
- Swedish Peace and Arbitration Society
- Per Anders Fogelström (em inglês) no Find a Grave [fonte confiável?]